# Tritonal
Tritonal ist ein militärischer Sprengstoff, der im Zweiten Weltkrieg erstmals eingesetzt wurde.
Die silberfarbene, feste Mischung besteht zu 80 % aus TNT und 20 % aus gekörntem Aluminium. Die Dichte beträgt 1,73 g/cm³; die sonstigen Eigenschaften wie Schmelzpunkt und Löslichkeit ähneln generell denen des TNT. Der Aluminiumzusatz verstärkt durch eine Erhöhung der Verbrennungstemperatur und damit zugleich größere Druckwelle die Sprengkraft (Brand- und Gasschlagwirkung) des TNT. Die Bestimmung des Gehaltes an TNT und Aluminium kann durch Herauslösen der Nitroverbindung mit Benzol und Wägung des verbleibenden Aluminiumrestes geschehen.
Wichtigstes Einsatzgebiet dieses Sprengstoffs sind Fliegerbomben, wie zum Beispiel die GBU-43/B Massive Ordnance Air Blast, BLU-109/B oder Mark 82. Weiterhin wird Tritonal aufgrund der großen Hitzeentwicklung auch zur Vernichtung von Phosgen verwendet.